# Сун Линдун
Сун Линдун (кит. упр. 宋令东, пиньинь Sòng Língdōng, родился в августе 1990г.) — китайский военный летчик и тайконавт (космонавт).

## Биография
Сун Линдун, по национальности - хань, уроженец уезда Цао в провинции Шаньдун. Он родился в августе 1990 года, вступил в армию в сентябре 2008 года, вступил в Коммунистическую партию Китая в марте 2013 года и в настоящее время является астронавтом четвертого класса бригады астронавтов Народно-освободительной армии Китая в звании подполковника ВВС. Он был капитаном летной эскадрильи бригады авиационного корпуса ВВС и был признан летчиком первого класса. В сентябре 2020 года он был отобран в третью группу астронавтов в Китае. 29 октября 2024 года было объявлено о включении Сун Линдуна в экипаж пилотируемой миссии космического корабля «Шэньчжоу-19» для осуществления восьмой основной экспедиции на орбитальной станции Тяньгун..
Статистика полетов Сун Линдуна
| #               | Статус в полете | Корабль, Миссия         | Старт, UTC           | Корабль посадки | Посадка, UTC         | Налёт                     | ВКД: время (количество) |
| --------------- | --------------- | ----------------------- | -------------------- | --------------- | -------------------- | ------------------------- | ----------------------- |
| 1               | Член экипажа    | Шэньчжоу-19, Тяньгун(8) | 29.10.2024, 20:27:34 | Шэньчжоу-19     | 30.04.2025, 05:08:12 | 182 дня 8 часов 41 минута | 24 часа 28 минут (3)    |
| Суммарный налёт | Суммарный налёт | Суммарный налёт         | Суммарный налёт      | Суммарный налёт | Суммарный налёт      | 182 дня 8 часов 41 минута | 24 часа 28 минут (3)    |

### Комментарии
1. ↑  ВКД — Внекорабельная деятельность или выход в открытый космос